# Stanford Stadium
Stanford Stadium is een Amerikaans stadion in Stanford (Californië). Het stadion vormt het thuisveld voor Stanford Cardinal (NCAA) van 1921 tot heden, maar was ook een speelveld voor Voetbal op de Olympische Zomerspelen 1984, het toneel van de Super Bowl XIX in 1985, en een van de stadions van het Wereldkampioenschap voetbal 1994 en het Wereldkampioenschap voetbal vrouwen 1999.
Het stadion werd in 1921 geopend met een capaciteit van 60.000 mensen.  In de loop der jaren werd het uitgebreid tot 90.000 bezoekersplaatsen en later weer teruggebracht tot 85.500 bezoekers. In 2005 werd het stadion afgebroken. Van 2005 tot 2006 werd een nieuw stadion gebouwd met een capaciteit van 50.000 plaatsen.

## Interlands
| № | Datum            | Wedstrijd                      | Uitslag       | Competitie             | Toeschouwers |
| - | ---------------- | ------------------------------ | ------------- | ---------------------- | ------------ |
| 1 | 24 februari 1990 | Verenigde Staten – Sovjet-Unie | 1 – 3         | Vriendschappelijk      |              |
| 2 | 21 februari 1993 | Verenigde Staten – Rusland     | 0 – 0         | Vriendschappelijk      |              |
| 3 | 18 december 1993 | Verenigde Staten – Duitsland   | 0 – 3         | Vriendschappelijk      |              |
| 4 | 20 juni 1994     | Brazilië – Rusland             | 2 – 0         | WK 1994 Groepsfase (B) | 81.061       |
| 5 | 24 juni 1994     | Brazilië – Kameroen            | 3 – 0         | WK 1994 Groepsfase (B) | 83.401       |
| 6 | 26 juni 1994     | Colombia – Zwitserland         | 2 – 0         | WK 1994 Groepsfase (A) | 83.401       |
| 7 | 28 juni 1994     | Kameroen – Rusland             | 1 – 6         | WK 1994 Groepsfase (B) | 74.914       |
| 8 | 4 juli 1994      | Brazilië – Verenigde Staten    | 1 – 0         | WK 1994 Achtste finale | 84.147       |
| 9 | 10 juli 1994     | Roemenië – Zweden              | 2 – 2 (4 – 5) | WK 1994 Kwartfinale    | 83.500       |